# Antigene carcino-embrionale
L'antigene carcino-embrionale (in inglese Carcinoembryonic antigen, abbreviato CEA) è una glicoproteina coinvolta nell'adesione cellulare. Viene normalmente prodotta durante lo sviluppo fetale, ma la produzione di CEA si ferma prima della nascita. Comunque, non si trova normalmente nel sangue degli adulti in buona salute, anche se i suoi livelli possono innalzarsi nei fumatori.
Il plasma proveniente da individui affetti da carcinoma colonrettale, gastrico, pancreatico, polmone, del seno, della porzione midollare della tiroide presenta livelli maggiormente elevati di CEA rispetto ad individui sani.
La misurazione del CEA viene utilizzata per identificare la recrudescenza del tumore dopo la sua resezione chirurgica. I livelli elevati del CEA dovrebbero ritornare a valori normali dopo l'asportazione chirurgica del tumore, l'aumento del CEA successivo all'asportazione è un probabile indicatore della re-insorgenza del tumore.
Insieme all'alfafetoproteina è uno dei marker tumorali "storici". Ormai ha perso gran parte della sua utilità dopo l'uscita di markers tumorali più recenti quali il CA19-9, il TPA ed altri. Mantiene un suo valore diagnostico per i tumori al seno.

## Scoperta
La glicoproteina CEA venne identificata per la prima volta nel 1965 da Phil Gold e Samuel O. Freedman in estratti di tessuto umano prelevati da sezioni di cancro al colon.

## Genetica
La struttura del CEA ed i geni correlati fanno appartenere la famiglia del CEA alla superfamiglia delle immunoglobuline
Negli esseri umani, la famiglia carcinoembrionale consiste di 29 geni, 18 dei quali sono normalmente espressi. I geni umani che codificano per la famiglia carcinoembrionale sono geni coinvolti nell'adesione cellulare tramite il riconoscimento antigenico e sono:
CEACAM1,
CEACAM3,
CEACAM4,
CEACAM5,
CEACAM6,
CEACAM7,
CEACAM8,
CEACAM16,
CEACAM18,
CEACAM19,
CEACAM20,
CEACAM21.

## Marcatore tumorale
I livelli normali di CEA sono fissati ad un valore normale di: < 5 ng/ml.
Il siero sanguigno di individui affetti da carcinoma del colon-retto, carcinoma gastrico, carcinoma pancreatico, carcinoma polmonare e carcinoma della mammella, così come il siero di soggetti con carcinoma midollare della tiroide, presenta alti livelli di CEA rispetto al siero di individui sani. Tessuti nei quali vi è una sovraespressione del CEA possono essere rilevati con l'anticorpo monoclonale Technetium (99mTc) arcitumomab.
La misurazione dei livelli di CEA è usata principalmente come un marcatore tumorale per identificare forme tumorali recidive dopo asportazione chirurgica della massa tumorale, o localizzare l'eventuale diffusione del cancro nel corpo. L'esame del sangue al fine di stabilire i livelli del CEA non è affidabile per la diagnosi di cancro o come test di screening per la diagnosi precoce del cancro in quanto la maggior parte dei tipi di cancro non produce elevati livelli di CEA.
Condizioni non neoplastiche come la colite ulcerosa, pancreatite, cirrosi epatica, BPCO, in soggetti fumatori e nella malattia di Crohn possono portare ad elevati livelli di CEA nonostante l'assenza di forme di cancro.